# Stenopogon martini
Stenopogon martini là một loài ruồi trong họ Asilidae. Stenopogon martini được Bromley miêu tả năm 1937. Loài này phân bố ở vùng Tân Bắc giới.